# Chiesa della Madonna del Castagno
La chiesa della Madonna del Castagno è un edificio sacro che si trova ad Abbadia San Salvatore.

## Storia e descrizione
Consacrata nel 1524, fu innalzata sul luogo di una cappella costruita a seguito del rinvenimento di un'immagine della Madonna dipinta su una tegola appesa ad un castagno. L'architettura è tipicamente rinascimentale e presenta un prospetto a capanna con oculo, affiancato da due lesene sulle quali si appoggia una cornice marcapiano. Il portale con timpano triangolare introduce ad un'aula rettangolare coperta a capriate e ornata con altari in stucco.
Nella zona del settecentesco altare maggiore, ove si conserva l'immagine della Madonna col Bambino, si trovano affreschi con il Martirio di Santa Caterina d'Alessandria e la Natività, della prima metà del XVI secolo. Nel lato sinistro, una Crocifissione di scuola senese della metà del Cinquecento.